# A71高速公路

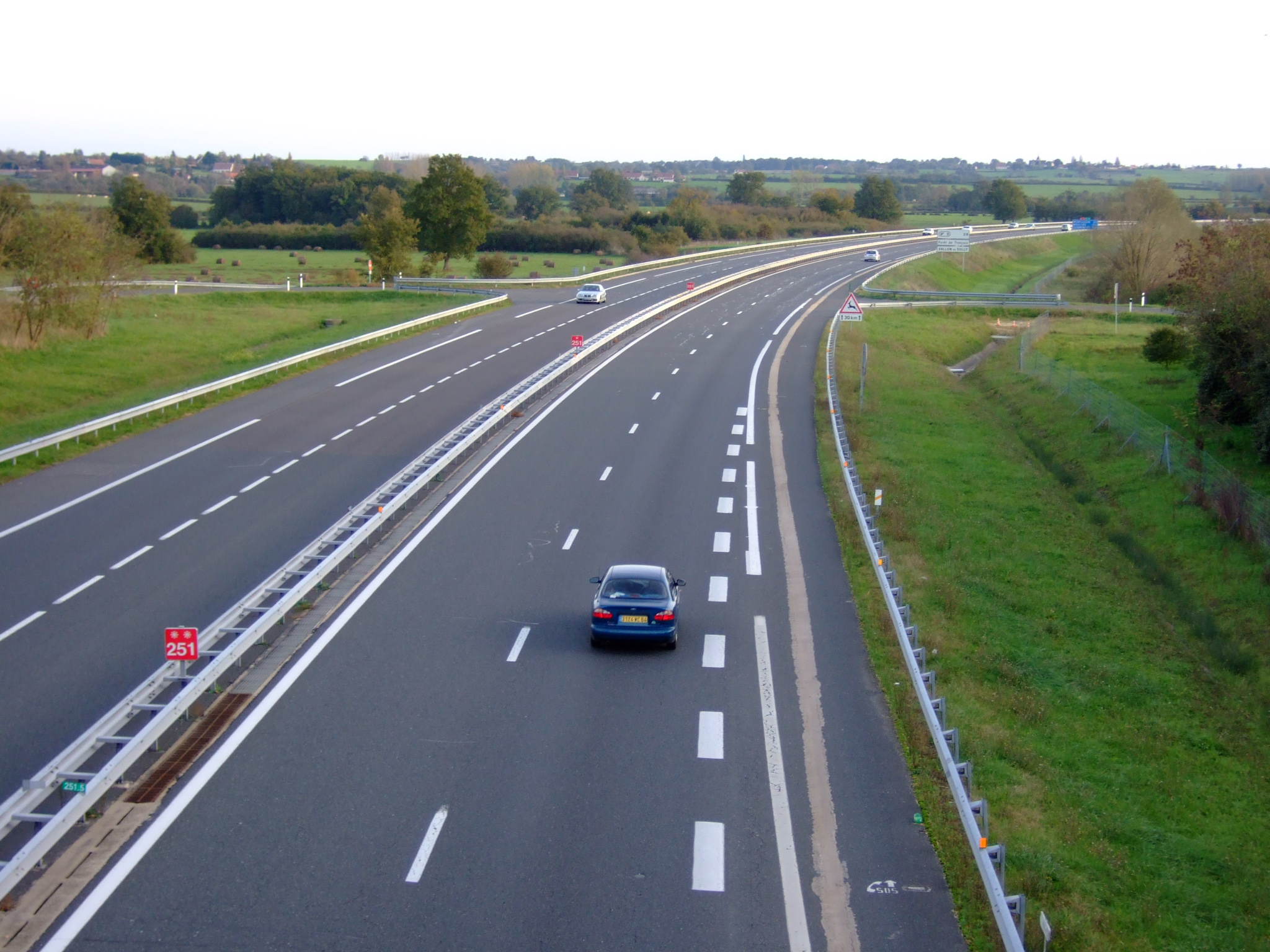
A71位於圣阿芒蒙特龙（Saint-Amand-Montrond）附近的路段。

A71高速公路（法語：Autoroute A71），又名阿維爾尼公路（L'Arverne），是法国中部一条连接奥尔良和克莱蒙费朗的高速公路。
奥尔良到萨尔布里段始建于1986年10月24日，1989年完工。